# Ruth Klüger

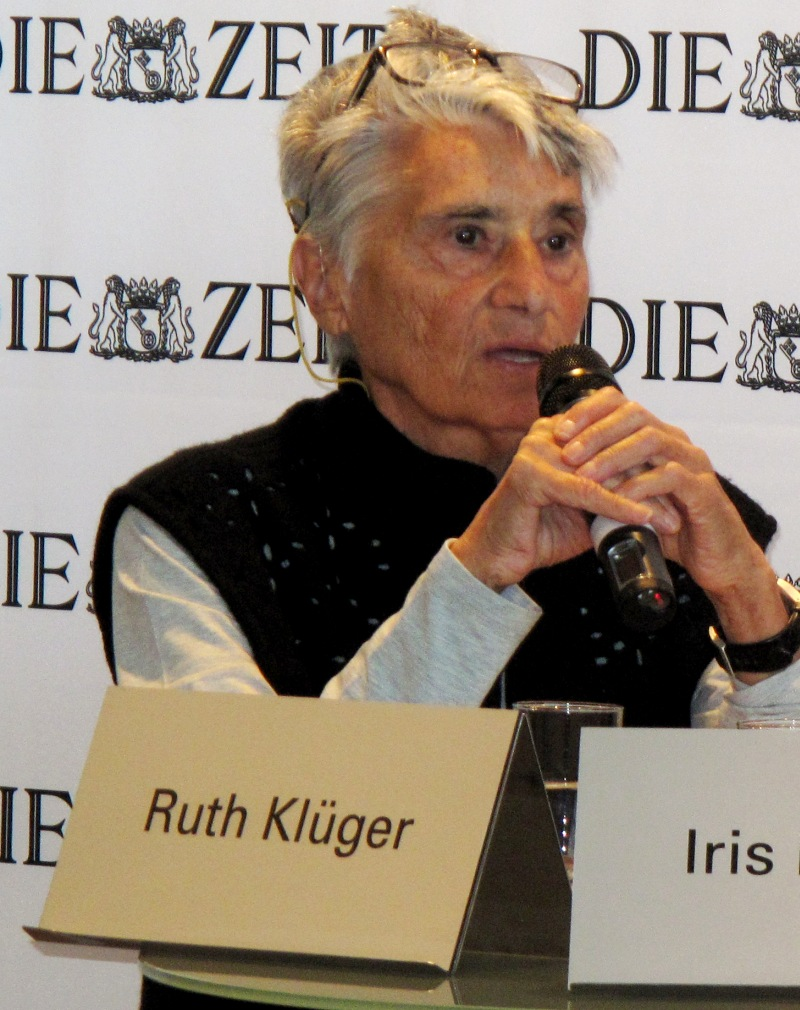
Ruth Klüger (2010).

Ruth Klüger, född 30 oktober 1931 i Wien, Österrike, död 6 oktober 2020 i Irvine, Kalifornien, var en österrikisk-amerikansk litteraturvetare, författare och förintelseöverlevare. 
Klüger föddes i en läkarfamilj. Som elvaåring deporterades hon med sin mor till koncentrationslägret Theresienstadt. Därifrån skickades hon vidare, först till koncentrationslägret Auschwitz-Birkenau och sedan till lägret Gross-Rosen, från vilket hon under krigets sista månader lyckades fly tillsammans med sin mor. När kriget var över emigrerade Klüger till New York, och efter studier och forskning där blev hon professor vid både Princeton och UC Berkeley.
Klüger publicerade ett flertal böcker, både litteraturvetenskapliga och självbiografiska. Mest uppmärksammad är Leva vidare, vilken skildrar hennes liv under nazismen och hur hon överlevde koncentrationslägren. Boken utgavs på svenska 2018 av Bokförlaget Faethon, med efterord av Herta Müller.